# Eupodotis humilis
El  sisón somalí (Eupodotis humilis) es una especie de ave otidiforme de la familia Otididae que se encuentra en el este de Etiopía y en Somalia.
Su hábitat natural son los matorrales secos subtropicales y los pastizales secos tropicales. Por sus dimensiones es el sisón más pequeño del mundo, mide 40 cm de largo y su peso es de 600 gramos.
Se encuentra amenazado por pérdida de hábitat.